# Bartolomeo Vitelleschi

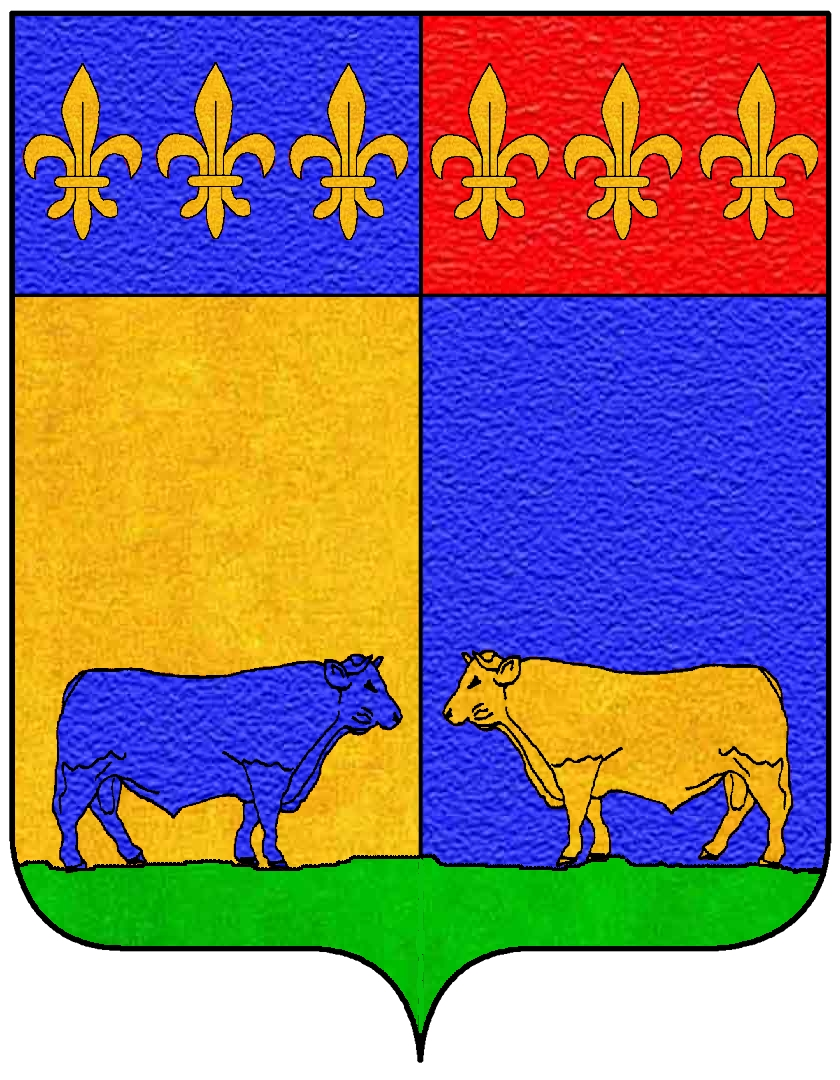
Stemma Vitelleschi

Bartolomeo Vitelleschi (Corneto, 1410 circa – Modone, 13 dicembre 1463) è stato un cardinale italiano.

## Biografia
Era nipote del cardinale Giovanni Vitelleschi.
Il 17 marzo 1438 fu eletto vescovo di Montefiascone e Corneto.
Fu creato cardinale (o più precisamente pseudocardinale) dall'antipapa Felice V il 6 aprile 1444 e ricevette il titolo di San Marco.
Il 23 marzo 1442 papa Eugenio IV lo depose dalla cattedra di Corneto e Montefiascone.
Il 14 luglio 1449 rinunciò al pseudocardinalato nelle mani di papa Niccolò V, che il 21 luglio dello stesso anno gli affidò nuovamente la diocesi di Corneto e Montefiascone, con l'assoluzione generale sul suo passato scismatico.